# 동창 (당나라)
동창(董昌, ? ~ 896년 7월 3일)은 중국 당나라 말기의 군벌로, 항주 임안현 사람이다. 그는 항주에서 현지 민병대의 지도자로서 경력을 시작하여, 지금의 절강성 일대의 대부분을 장악하였을 정도로 점차 세력을 확대시켜 나갔다. 당나라의 황제들이 자신에게 내린 작위에 만족하지 못한 그는 895년에 대월나평(大越羅平)이라는 새로운 나라의 황제를 자칭하였다. 그의 부하 장수 전류는 그를 배반하여 그를 죽이고 그의 영토를 탈취하여 결국 오월이라는 새로운 나라를 세웠다.

## 참고 문헌
- 《신당서》권225(하).
- 《자치통감》권253·254·255·256·259·260.

| 전임 유한굉 (의승군에서 군호 변경) | 위승군절도사 886년 ~ 896년 | 후임 전류 (진동군으로 군호 변경) |

| 전임 당 소종 | 중국의 황제 (절강 지역) 895년 ~ 896년 | 후임 당 소종 |